# سه‌گانه مقدس پارانا
سه‌گانه مقدس پارانا، مکان‌های مقدس مسیحیان انجمن عیسی است که توسط مبلغان در مکانهای مختلف آمریکای جنوبی، مانند برزیل، آرژانتین و پاراگوئه در طول قرن ۱۷ و ۱۸ ایجاد شده‌است. این مکان‌ها برای جوامع خودمختار جامعه مسیحی خارج از اسپانیا ساخته شد.
سه‌گانه مقدس پارانا که اغلب مردم محلی از آن به سادگی «ویرانه‌های ترینیداد» یاد می‌کردند در منطقه رودخانه پارانا پاراگوئه و شمال آرژانتین ساخته شده‌است. همچنین این مکان در دسترس‌ترین و پر بازدیدترین اماکن تاریخی امروز است. ترینیداد در نزدیکی شهر مدرن انکارانسیون واقع شده و در سال ۱۷۰۶ ساخته شد.